# Vista Hermosa, Ocampo
Vista Hermosa är en ort i Mexiko.   Den ligger i kommunen Ocampo och delstaten Guanajuato, i den centrala delen av landet, 300 km nordväst om huvudstaden Mexico City. Vista Hermosa ligger 2 135 meter över havet och antalet invånare är 186.
Terrängen runt Vista Hermosa är kuperad åt sydväst, men åt nordost är den platt. Vista Hermosa ligger nere i en dal. Runt Vista Hermosa är det glesbefolkat, med 16 invånare per kvadratkilometer. Närmaste större samhälle är Ocampo, 17,3 km norr om Vista Hermosa. Trakten runt Vista Hermosa består i huvudsak av gräsmarker.